# 暗网
暗网（英語：Dark web）是存在于黑暗网络、覆盖网络上的万维网内容，只能用特殊軟體、特殊授權、或對電腦做特殊設定才能访问。
暗网是由深网的一小部分所構成的。深网的网络不能夠被正常网络搜索引擎（如谷歌、雅虎等）索引，有时“深网”这一术语經常被错误地用于指代暗网。
构成暗网的隱藏服務网络包括F2F的小型点对点网络以及由公共组织和个人运营的大型流行网络，如Tor、自由网、I2P和Riffle。暗网用户基于常规网络未加密的性质将其称为明網。Tor暗网可以称为洋葱区域（onionland），其使用网络頂級域后缀.onion和洋葱路由的流量匿名化技术。

## 术语
暗网经常与深网相混淆，后者指的是搜索引擎未索引（不能搜索到）的部分网络。舉一個例子，如同YouTube的私人連結、某論壇的登入資訊等，這些情況下，即使是有搜尋系統也無法搜尋以上的資料，故此這是深網。这种混淆至少可以追溯到2009年。从那时起，特别是在报道丝绸之路网站时，这两个词经常被混淆，因此有不少人建议应该区分二者。

## 定义
黑暗网络网站只能通过Tor（“洋葱路由”项目）和I2P（“隐形网计划”）等网络访问。黑暗网络用户广泛使用Tor浏览器和Tor可访问的站点，站点可以通过“.onion”域名识别。Tor专注于提供对互联网的匿名访问，而I2P则专注于匿名网站托管。分层加密系统使得黑暗网络用户的身份和位置保持匿名，无法被追踪。黑暗网络加密技术通过大量中间服务器发送用户数据，保护了用户身份并保障匿名。传输的信息只能由路径中的后续节点解密，而这些节点通向出口节点。因为系统过于复杂，所以几乎不可能再生节点路径并逐层解密信息。由于高层次的加密，网站无法跟踪其用户的地理位置和IP，用户也无法获取网站主机的有关信息。因此，黑暗网络用户之间的通信是高度加密的，允许用户以保密方式交流、发博客以及共享文件。
黑暗网络还被用于非法活动，如非法交易、非法论坛以及恋童癖者和恐怖分子的媒介交流。与此同时，传统网站为Tor浏览器提供了访问方式，以便与用户建立联系。例如，ProPublica推出了一个Tor用户专用的新版网站。

## 内容
| 分类                    | 比例 |
| ----------------------- | ---- |
| 赌博                    | 0.4  |
| 枪械                    | 1.4  |
| 聊天                    | 2.2  |
| 新类别 （尚未编入索引） | 2.2  |
| 虐待                    | 2.2  |
| 電子書                  | 2.5  |
| 目录                    | 2.5  |
| 網誌                    | 2.75 |
| 色情                    | 2.75 |
| 托管                    | 3.5  |
| 黑客                    | 4.25 |
| 搜索                    | 4.25 |
| 匿名                    | 4.5  |
| 论坛                    | 4.75 |
| 赝品                    | 5.2  |
| 吹哨人                  | 5.2  |
| Wiki                    | 5.2  |
| 电子邮件                | 5.7  |
| 比特币                  | 6.2  |
| 詐騙                    | 9    |
| 黑市                    | 9    |
| 毒品                    | 15.4 |

| 分类         | % 总计 | % 活跃 |
| ------------ | ------ | ------ |
| 暴力         | 0.3    | 0.6    |
| 武器         | 0.8    | 1.5    |
| 非法社交     | 1.2    | 2.4    |
| 黑客         | 1.8    | 3.5    |
| 非法链接     | 2.3    | 4.3    |
| 非法色情     | 2.3    | 4.5    |
| 极端主义     | 2.7    | 5.1    |
| 其他非法内容 | 3.8    | 7.3    |
| 非法金融     | 6.3    | 12     |
| 非法药物     | 8.1    | 15.5   |
| 不违法+未知  | 22.6   | 43.2   |
| 非法总计     | 29.7   | 56.8   |
| 不活跃       | 47.7   |        |
| 活跃         | 52.3   |        |

2014年12月，英國樸茨茅斯大學的加雷斯·欧文研究发现Tor上最常见的托管内容是儿童色情，其次是黑市，而流量最高的网站专门用于僵尸网络运营。许多吹哨人网站都有在线论坛和政治讨论论坛。与比特币、詐騙和邮购相关服务的网站最丰富。
2017年7月，Tor项目的三位创始人之一羅傑·丁格爾定表示，Facebook是Tor用户访问最多的网站，只有3％的Tor用户会访问暗网。
2016年2月，英國伦敦国王学院研究人员的一项研究通过替代类集给出了以下内容细分，突出显示非法使用的.onion服务。

### 僵尸网络
僵尸网络通常使用基于反审查的隐藏服务的命令和控制服务器构建，隐藏服务创建了大量僵尸流量。

### 比特币服务
诸如不倒翁等比特币服务通常可以在Tor上使用，而某些服务（如Grams）则提供暗网市场整合。法國高等经济商业学院研究员让-卢普·里歇（Jean-Loup Richet）与聯合國毒品和犯罪問題辦公室联合进行的一项研究表明，使用比特币滚筒进行洗錢成为新趋势。一种常见的方法是使用数字货币兑换服务，将比特币转换为在线游戏货币（如魔兽世界中的金币），然后再转换回金钱。

### 暗网市场
作为非法药物交易和其他商品交易的中间人，商业性的暗网市场吸引了大量媒体报道，从絲綢之路和魔鬼市场（Diabolus Market）的流行以及随后被法律机关的查封。其他市场出售软件漏洞和武器。学术界尝试检查暗网市场与现实生活中或全球網際網路上商品的价格差异以及对暗网收到的商品开展质量研究。其中一项研究于2013年1月至2015年3月在最活跃的加密市场之一的Evolution进行。虽然研究发现隐匿方法和发货国家等数字信息“似乎准确”，但Evolution出售的非法药物存在质量问题，写道“……非法药物的纯度与其清单上显示的信息不同”。对访问这些市场的消费者的动机以及他们的使用原因则知之甚少。

### 黑客组织和服务
许多黑客在暗网出售服务，他们或独自行动或团体行动。这些黑客团体包括xDedic、hackforum、Trojanforge、Mazafaka、dark0de和TheRealDeal暗网市场。有些人以追踪和勒索恋童癖者而知名。针对金融机构和银行的网络犯罪和黑客服务也通过暗网提供。各国政府和私营组织已经开始尝试监测这项活动。互联网规模的DNS分布式反射拒绝服务（DRDoS）攻击也通过利用暗网实现。暗网还存在许多诈骗类.onion站点，用户下载网站提供的工具后，电脑会感染特洛伊木马或被植入后门。

### 欺诈服务
暗网存在许多信用卡论坛、PayPal和比特币交易网站以及欺诈和假冒服务。许多此类网站本身就是骗局。

### 骗局和未证实
有报道称暗网存在众筹暗杀、雇佣杀手、暗殺市集，及暗殺服務。然而，这些业务被认为是诈骗。丝绸之路的创始人罗斯·乌布利希（Ross Ulbricht）因他的违法网站遭国土安全调查部门（HSI）逮捕，据称他雇用一名杀手杀死了六个人，但这些指控后来被撤销。
有一个都市傳說称人们可以在暗网上找到谋杀直播。“红屋子”（Red Room）这个词根据日本动画和同名的都市传说创造而来。然而，证据表明所有相关的报告都只是恶作剧。
2015年6月25日，YouTube频道“Obscure Horror Corner”评测了独立游戏《悲伤的撒旦》，作者声称通过暗网找到了游戏。频道说法的各种不一致之处也让人对其真实性产生怀疑。一些网站负责分析和监控深网和暗网的威胁情报，如Sixgill。

### 网络钓鱼和诈骗
以网络钓鱼为目的的克隆网站和其他诈骗网站有很多，而暗网市场经常用欺诈性网址做广告。

### 解谜
诸如蟬3301之类的谜题有时会使用隐藏服务，以便匿名提供线索，这通常会增加对创作者身份的猜测。

### 非法色情
执法部门定期对兒童色情网站采取行动，通常通过向用户分发恶意软件来破坏网站。这些网站使用复杂的指导、论坛和社区监管系统。其他内容有性虐待和杀害动物以及復仇式色情。
在暗網中，No Limits Fun的事件最為知名，因彼得·斯卡里拍了數部兒童色情影片，並於暗網販售，其中又以Daisy Destruction最為轟動，讓美國聯邦調查局，不得不跨海聯手菲律賓警方逮捕他及整個集團。。

### 恐怖主义
有一些真实和欺诈网站声称由伊斯兰国使用，包括在去匿名化行动（Operation Onymous）中查获的假网站。在2015年11月巴黎襲擊事件后，一个此类型的真实网站遭匿名者的附属黑客组织GhostSec攻击，网站被替换成了氟西汀的广告。Rawti Shax伊斯兰组织一度被发现在暗网上运作。

### 社交媒体
暗网存在类似万维网上的新兴社交媒体平台。Facebook和其他传统社交媒体平台已开始制作其网站的暗网版本，以解决与传统平台相关的问题，并继续在万维网的所有区域提供服务。

## 评论
虽然大部分暗网内容都是无害的，但一些检察官和政府机构担心暗网成为犯罪活动的避风港。DeepDotWeb和All Things Vice等专业暗网新闻网站建议提供有关暗网站点和服务的新闻报道和实用信息。The Hidden Wiki及其镜像和复刻在任何时间都拥有最大的内容目录。
暗网.onion链接的热门来源包括Pastebin、YouTube、Twitter、Reddit和其他网络论坛。Darksum和Recorded Future等专业技术公司可以追踪暗网犯罪活动，用于执法目的。2015年，国际刑警组织宣布提供专门的暗网培训计划，其中包括有关Tor、网络安全和模拟暗网市场的技术信息。
2013年10月，英国国家打击犯罪局（National Crime Agency）和政府通信总部宣布成立联合行动小组（Joint Operations Cell），专注于网络犯罪。2015年11月，据报道团队的任务是处理暗网上的儿童剥削以及其他网络犯罪。
2017年3月，國會研究處发布了关于暗网的广泛报告，关注信息访问和信息呈现的动态变化。因其“未知”的特征，研究人员、执法者和政策制定者对此越来越感兴趣。
2017年8月，据报道，一些专门监控和研究暗网的网络安全公司，他们代表银行和零售商，经常“在可能和必要时”与联邦调查局和其他执法机构分享他们有关非法内容的调查结果。

## 新闻界
许多新聞工作者、另类新闻机构、教育工作者和研究人员在写作和谈论暗网方面具有影响力，使得暗网得以让公众一探究竟。

### 杰米·巴特利特
杰米·巴特利特（Jamie Bartlett）是《每日电讯报》的记者和技术博主，与萨塞克斯大学合作的Demos社区媒体分析中心主任。在他的书《暗网》（The Dark Net）中，巴特利特描绘了暗网的世界及其在不同背景下对人类行为的影响。例如，本书开头讲述了一个年轻女孩的故事，她通过在网上发裸照来寻求正面反馈，以建立自尊。她最终被社交媒体网站所追踪，她的朋友和家人被她的裸照所淹没。这个故事突出了暗网所允许的人际关系的多样性，但也提醒读者如何参与像暗网这样罕见地与大型网络完全分离的覆盖网络。巴特利特的主要目标是探索暗网及其对社会的影响。他探索了不同的亚文化，其中一些对社会有积极意义，有些则对社会有负面影响。
2015年6月，巴特利特在TED大会上发表题为“神秘的黑暗网络如何变成主流”的演讲，向观众介绍了暗网背后的想法。

### 其他媒体
像ABC新闻这样的传统媒体和新闻频道也刊登了调查暗网的文章。《名利场》杂志于2016年10月发表了题为《其他互联网》（The Other Internet）的文章。文章讨论了暗网的兴起，并提到在不法的数字荒野中赌注变得越来越高。作者还提到漏洞是网络防御的弱点。其他讨论的主题包括传统黑市的电子商务版本、TheRealDeal的网络武器以及运营安全的作用。

## 延伸阅读
- (PDF). 2015-04-13  [2015-06-01]. （原始内容存档 (PDF)于2015-06-04）.

## 参閲
- 深网
- 匿名服务列表
- 紅色房間（黑暗網站）